# Categoriefout
Een categoriefout wordt begaan wanneer een eigenschap wordt toegekend aan een entiteit, die echter niet van het juiste type is om die eigenschap te bezitten. Dit type logische fout werd geïntroduceerd door de filosoof Gilbert Ryle. Ryle geeft het voorbeeld van een bezoeker aan Oxford, die na een rondleiding langs de colleges en bibliotheken vraagt, waar dan de universiteit is; de bezoeker kent aan "universiteit" het type "gebouw" toe, terwijl een universiteit een instelling is, en concludeert onterecht dat de universiteit een locatie heeft die losstaat van die van de gebouwen die ertoe behoren.